# Terebessy János
Terebessy János (Nyitra, 1907. október 11. – Elmhurst, Egyesült Államok, 1990. január 6.) publicista.

## Élete
Pozsonyban végzett jogot. A Sarló mozgalom egyik alapítója és vezéregyénisége volt. A Vörös Barátság nevű proletár testedző szervezet egyik irányítója, s Az Út folyóirat munkatársa volt. 1938 után Nyugat-Európába, majd az Amerikai Egyesült Államokba költözött. A második világháború idején a New York-i Magyar Forum szerkesztője, majd az Amerika Hangja munkatársa volt.
A kommunista mozgalommal is kapcsolatban volt. A kosúti sortűz utáni Major István elleni perben a védelem egyik koronatanúja volt.